# Jan Gregoor
Johannes Jacobus (Jan) Gregoor ('s-Gravenhage, 9 april 1914 – Meerveldhoven, 20 mei 1982) was een Nederlands schilder en tekenaar.

## Biografie
Jan Gregoor volgde een opleiding tot lithografisch tekenaar bij Lithografie Lankhout en Mortelmans (1928–1930) en een avondcursus aan de Koninklijke Academie voor Beeldende Kunsten in 's-Gravenhage (1930–1934). Tijdens de Tweede Wereldoorlog stelde hij zijn artistieke talenten in dienst van het verzet, door postzegels en identiteitsdocumenten te vervalsen, daarbij soms geassisteerd door Max Velthuijs.
Na de oorlog, van 1946 tot 1958, woonde hij in Cuijk.
Hij maakte daar samen met Wim Noordhoek, Enno Brokke en Ap Sok deel uit van de kern van de Cuijkse Groep, een groep kunstenaars met als inspiratiebron het Land van Cuijk. In 1958 maakte hij studiereizen naar Frankrijk en Spanje. Hij ging lesgeven aan de Akademie voor Industriële Vormgeving Eindhoven, waar hij Helen Berman, Els Coppens-van de Rijt, Jan Dibbets en Jan van Gemert onder zijn studenten telde. Hij was een broer van criticus en essayist Nol Gregoor.

## Genre en techniek
Jan Gregoor was zowel schilder als tekenaar; hij heeft tevens gewerkt als lithograaf (1929–1938) en cartografisch tekenaar (1938–1945). De materialen die hij gebruikte waren vetkrijt en waskrijt in 1947–1958; daarna olieverf, gouaches in expressionistische stijl (ca. 1966), krijt- en pentekeningen, mozaïeken (school Westerbeek). Hij heeft veel stillevens gemaakt die soms wat surrealistisch aandoen, voorts portretten, landschappen (rond Nijmegen) en stadgezichten (o.a Parijs). Na 1965 verandert zijn stijl opvallend; de ingetogen kleuren maken plaats voor lichte, heldere kleuren, en rond 1968 wordt zijn stijl abstract genoemd.

## Voetnoten
1. ↑  P. Lenteren, 'Mijn hand wil altijd een andere kant op', de Volkskrant, 26 januari 2005. Gearchiveerd op 1 maart 2019.

- Biografisch Portaal: 39781236
- Gemeinsame Normdatei: 174311826
- International Standard Name Identifier: 0000 0003 6944 9941
- Nederlandse Thesaurus van Auteursnamen: 068506619
- RKD-Nederlands Instituut voor Kunstgeschiedenis: 33624
- Virtual International Authority File: 238578906
- WorldCat: E39PBJwHjqqCKW7pvf8QvywjYP